# Carlos Frade
Carlos Lorenzo Frade Centeno (Madrid, 11 de octubre de 1974) es un entrenador de baloncesto español.
Tras una dilatada trayectoria que incluyó experiencias internacionales, incluida la de seleccionador de la Selección nacional de Hong Kong, en la temporada 2005/06 se incorpora al cuerpo técnico del CB Gran Canaria de la liga ACB, equipo en el que permaneció hasta 2009 como entrenador ayudante de Salva Maldonado y Pedro Martínez.
En 2010 se hace cargo de la dirección del UB La Palma de la liga LEB Oro donde está durante dos temporadas finalizando la 2011/12 con un balance de 19 victorias y 15 derrotas, consiguiendo clasificar al equipo para los play-off de ascenso a la liga Endesa.
En julio de 2012 se confirma su fichaje por el Cáceres Ciudad de Baloncesto, también de LEB Oro, donde llegó para sustituir a Gustavo Aranzana.
En junio de 2015 se anuncia que ficha por el equipo letón del VEF Riga, campeón de la LBL. En febrero de 2016 vuelve a España para entrenar al Planasa Navarra de la liga LEB Oro.

## Trayectoria deportiva
- 1990-95. Escuela de Baloncesto Maristas Logroño
- 1995-96. University of Guelph
- 1996-97. CB Iregua
- 1998. Selección Nacional de Hong Kong
- 1999. CB Olesa
- 1999-00. Leicester Riders
- 2000-01. Project Graduball y Tyrone Towers
- 2001-03. CB Clavijo (Liga EBA)
- 2003-05. Pamesa Valencia (Junior y ACB)
- 2005-09. CB Gran Canaria (ACB)
- 2010-12. UB La Palma (LEB Oro)
- 2012-13. Cáceres Ciudad del Baloncesto (LEB Oro)
- 2013-15. Alba Fehervar
- 2015-16 . VEF Riga (LBL)
- 2016. Basket Navarra Club (LEB Oro)
- 2016-17. Dominion Bilbao Basket (ACB)
- 2017- . ALBA Berlín (BBL)